# روسوتسین (استان اوپوله)
روسوتسین (به لهستانی: Rusocin) یک منطقهٔ مسکونی در لهستان است که در گمینا نسا واقع شده‌است.